# Boił Banow
Boił Wasilew Banow, bułg. Боил Василев Банов (ur. 26 maja 1971 w Sofii) – bułgarski reżyser teatralny, w latach 2014–2017 wiceminister, a od 2017 do 2021 minister kultury.

## Życiorys
Syn aktora teatralnego Wasiła Banowa. W 1999 został absolwentem akademii teatralnej i filmowej NATFIZ „Krystjo Sarafow”, kształcił się również w zakresie kulturoznawstwa na Uniwersytecie Sofijskim im. św. Klemensa z Ochrydy. Pracował jako reżyser teatralny w różnych placówkach. Przez piętnaście lat pełnił funkcję dyrektora Teatru „Iwan Dimow” w Chaskowie.
W sierpniu 2014 objął stanowisko wiceministra kultury. W maju 2017 otrzymał nominację na ministra kultury w trzecim gabinecie Bojka Borisowa. Funkcję tę pełnił do maja 2021.